# Mākhūnīk
Mākhūnīk (persiska: ماخونيک, Moḩammadkhānak, Mak-i-Khūnik, Māh Khūnīk, Māh-i-Khūpik, Māh-i-Khūnik) är en ort i Iran.   Den ligger i provinsen Khorasan, i den östra delen av landet, 900 km öster om huvudstaden Teheran. Mākhūnīk ligger 1 598 meter över havet och antalet invånare är 582.
Terrängen runt Mākhūnīk är huvudsakligen kuperad, men åt nordväst är den platt. Runt Mākhūnīk är det glesbefolkat, med 12 invånare per kvadratkilometer. Mākhūnīk är det största samhället i trakten. Trakten runt Mākhūnīk är ofruktbar med lite eller ingen växtlighet.